# Dolichoderus lamellosus
Dolichoderus lamellosus är en myrart som först beskrevs av Mayr 1870.  Dolichoderus lamellosus ingår i släktet Dolichoderus och familjen myror. Inga underarter finns listade i Catalogue of Life.

## Bildgalleri

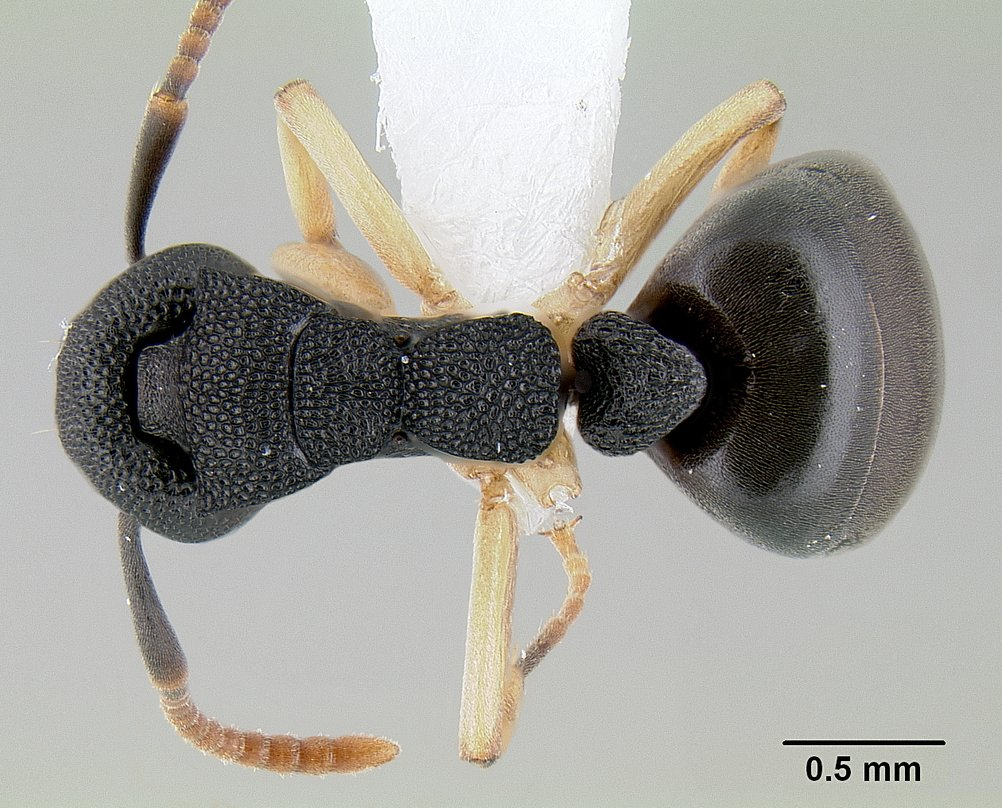
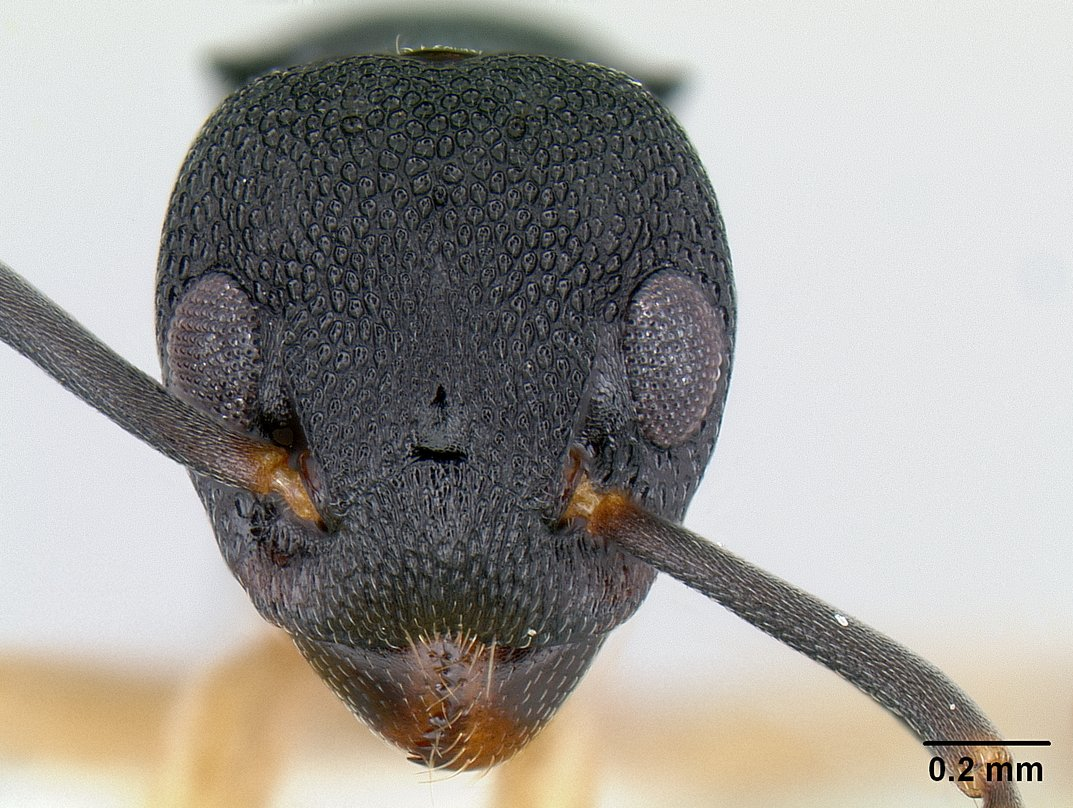
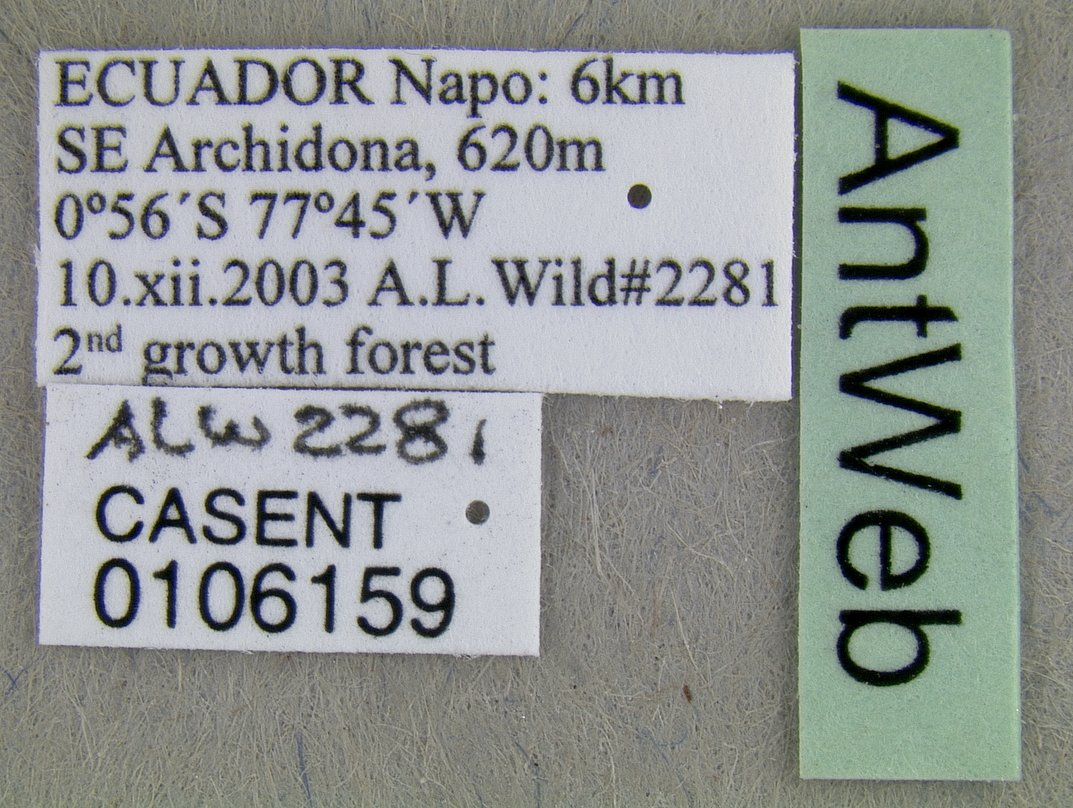
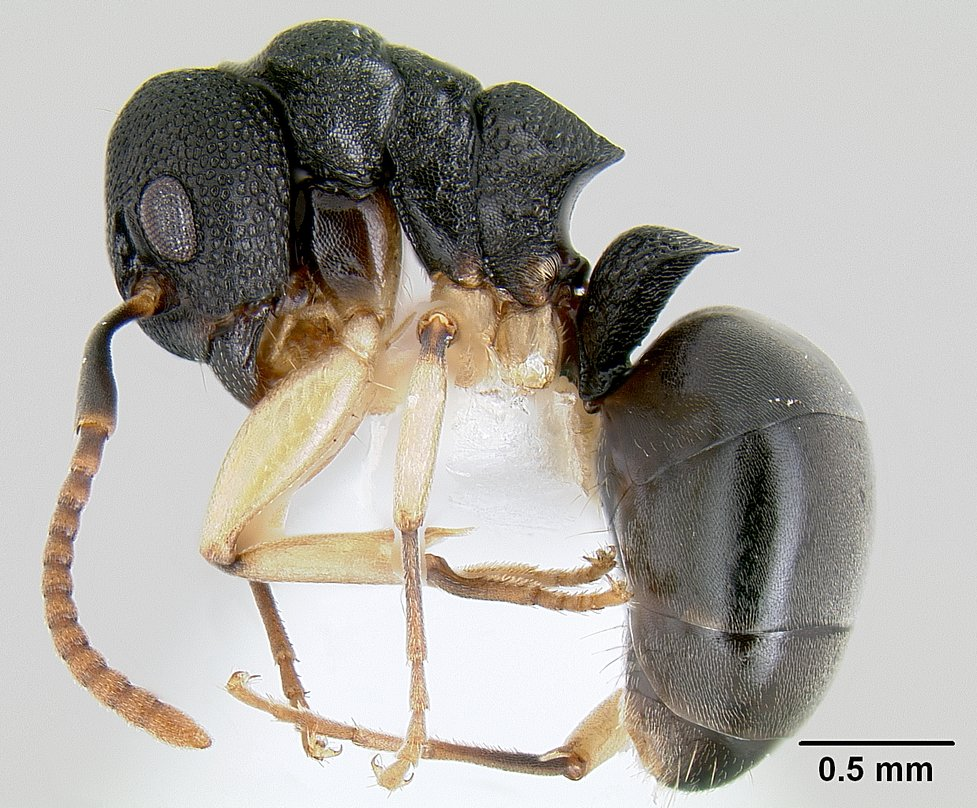
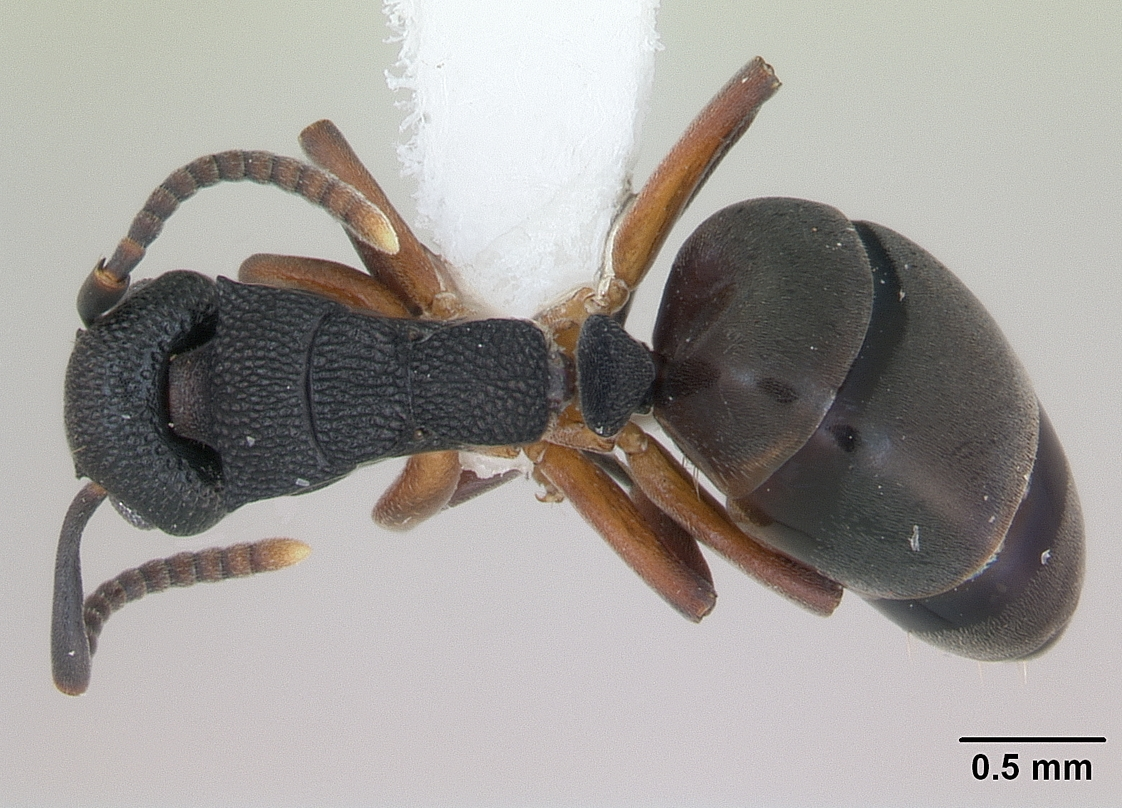
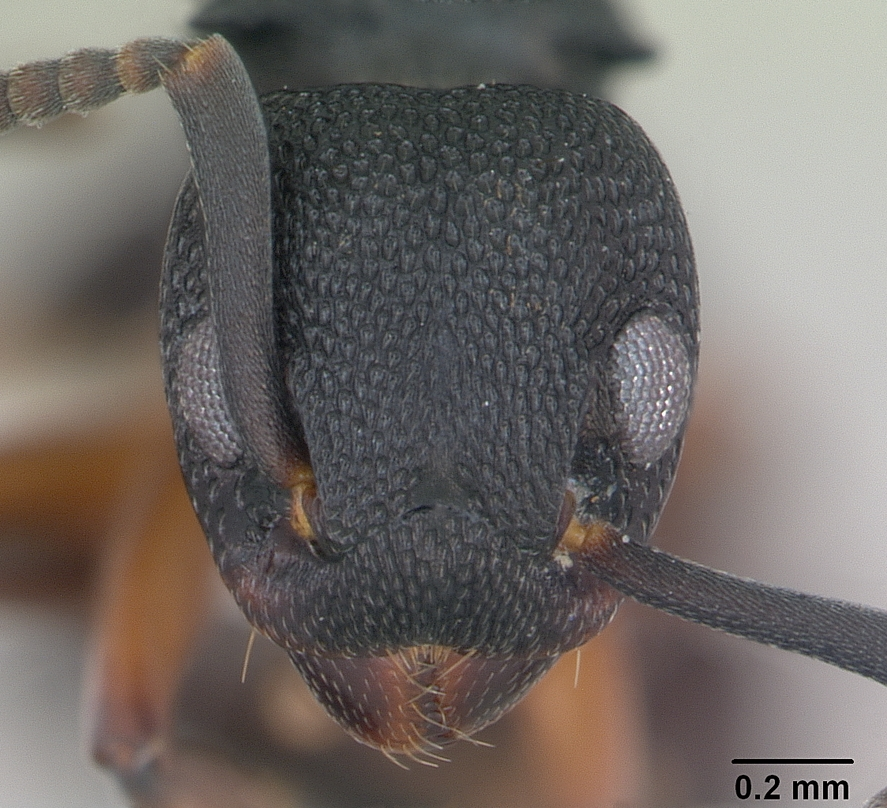